# Аламбари (Грузия)
Аламбари (груз. ალამბარი) — село в Кобулетском муниципалитете Грузии.

## География
Село находится на левом берегу реки Ачква, на расстоянии в 14 километрах от курортного города Кобулети, административного центра муниципалитета. Абсолютная высота — 60 метров над уровнем моря.

## Население
По данным переписи населения 2014 года, в селе проживает 1837 человек.
| Год  | Население | Мужчины | Женщины |
| ---- | --------- | ------- | ------- |
| 1908 | 315       |         |         |
| 2002 | ↗2325     | 1170    | 1155    |
| 2014 | ↘1837     | 923     | 914     |